# Lourdes Rodrigues
Antônia Lourdes Bretas Rodrigues (Santa Maria, 4 de janeiro de 1938 — Porto Alegre, 22 de outubro de 2014) foi uma cantora de música popular brasileira.

## Prêmios e indicações

### Prêmio Açorianos
| Ano  | Categoria          | Indicação         | Resultado |
| ---- | ------------------ | ----------------- | --------- |
| 1991 | Cantora            | Lourdes Rodrigues | Venceu    |
| 1996 | Cantora            | Lourdes Rodrigues | Venceu    |
| 1996 | Espetáculo         | Lourdes Rodrigues | Indicado  |
| 2013 | Homenageado do Ano | Lourdes Rodrigues | Venceu    |